# Międzyrzecze (rejon miorski)

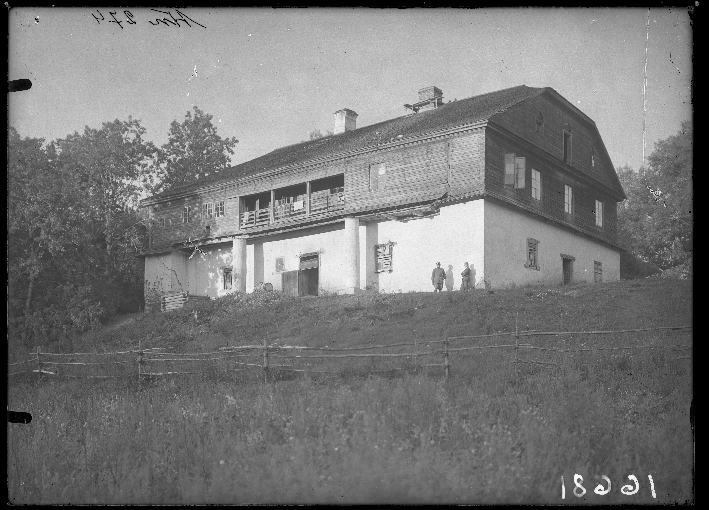
Dwór Mirskich od strony Wiaty, przed 1939 rokiem

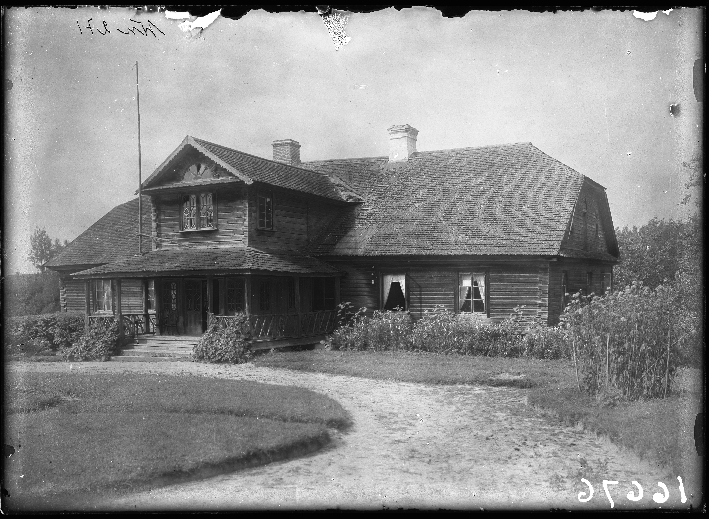
Dwór od strony podjazdu, przed 1939 rokiem

Międzyrzecze (biał. Міжрэчча; ros. Междуречье, hist. również: Dąbrowica, Międzyrzec, Międzyrzecz) – wieś na Białorusi, w rejonie miorskim obwodu witebskiego, około 14 km na północ od Mior, nad rzeką Wiatą, lewym dopływem Dźwiny. Niedaleko, po drugiej, wschodniej stronie wioski przepływa równoległa do Wiaty rzeka Mieryca.

## Historia
Dąbrowica była dawnym dziedzictwem rodziny Sapiehów, od których kupił ją Bohdan Włosowski, zmieniając nazwę na Międzyrzec. Kolejny właściciel, syn Bohdana Ignacy nie pozostawił potomstwa, więc dobra te przeszły na jego siostrę, Konstancję (~1790–1865) zamężną za Tomaszem Mirskim (1788–1852). Majątek przeszedł następnie na własność ich syna, Wiktora Mirskiego (1820–1892), a po jego śmierci, jedna z jego córek, Jadwiga (1862–1940) spłaciła pozostałe córki, dzięki wyjściu za Wacława Oskierkę (1854–1905). Jadwiga mieszkała w majątku do końca życia, będąc ostatnią właścicielką Międzyrzecza do 1939 roku.
Po II rozbiorze Polski w 1793 roku dobra te, wcześniej należące do województwa wileńskiego Rzeczypospolitej, znalazły się na terenie powiatu dziśnieńskiego (ujezdu) guberni mińskiej, a od 1843 roku – guberni wileńskiej Imperium Rosyjskiego (w gminie Leonopol (sic), parafia katolicka Druja). Po ustabilizowaniu się granicy polsko-radzieckiej w 1921 roku Międzyrzecze wróciło do Polski, znalazło się w gminie Leonpol w powiecie dziśnieńskim województwa nowogródzkiego. 13 kwietnia 1922 roku gmina wraz z całym powiatem dziśnieńskim została przyłączona do Ziemi Wileńskiej, przekształconej 20 stycznia 1926 roku w województwo wileńskie. Od 1945 roku – w ZSRR, od 1991 roku – na terenie Republiki Białorusi.
Liczba ludności miejscowości kształtowała się następująco:
- 1865 – 258 dusz rewizyjnych, w folwarku mieszkały 23 osoby, z czego 12 katolików i 11 ewangelików[3]
- 1921 – w folwarku w 4 domach zamieszkiwało 29 osób, a w osadzie młyńskiej w 5 domach 50 osób[8].
- 1931 – w dwudziestoleciu międzywojennym wieś miała status osady fabrycznej. Mieszkało w niej 7 osób, w majątku mieszkało 47 osób[9]
- 2009 – 2[10]

## Dwór Miorskich
Już w XVII wieku na stromych zboczach rzeczki Wiaty wzniesiono dwór. W XVIII i XIX wieku był on rozbudowywany i zmieniany. Jego dolna część, w całości murowana i otynkowana, miała plan szerokiego prostokąta. Wejście było od strony rzeki. Po obu stronach portalu stały masywne kolumny. Po bokach były wąskie ryzality. Kolumny i ryzality wspierały dach, a w XVIII wieku – nadbudowane modrzewiowe piętro. Wtedy też przeniesiono front na drugą, znacznie wyższą stronę. Nowe piętro miało od strony nowego podjazdu wydatny ryzalit z facjatką, otoczony na parterze galeryjką składającą się z cenkich kolumienek, przykrytą daszkiem. Natomiast od strony rzeki, na tej samej wysokości umieszczono loggię. Dom był przykryty wysokim, gładkim, naczółkowym dachem gontowym.
Po rozbudowie dotychczasową kondygnację przeznaczono na obszerną sień gospodarczą, kuchnię, piekarnię oraz sklepione piwnice. Przez środek obu kondygnacji przechodziły wielkie kominy. Kondygnacja drewniana miała układ czterotraktowy opasujący dom dookoła, prawie wszystkie pomieszczenia były w amfiladzie. Z centralnego hallu wchodziło się na prawo do jadalni o powierzchni 40 m², a na lewo – przez mały gabinet – do salonu o powierzchni 35 m². Dalej były pomieszczenia mieszkalne. Na wysokości loggi były m.in. kuchnia i pomieszczenia służbowe. Jeden z pokoi nazywał się kawiarnią, inny – pokojem masońskim (Tomasz Mirski należał do loży wileńskiej).
W 1918 roku wyposażenie dworu spłonęło w Leonpolu, gdzie było ewakuowane. W czasie II wojny światowej stracone zostały cenne dokumenty przechowywane przez rodzinę: wiele nadań królewskich, instrukcji dla posłów na sejmy, itp..
Obok stał drugi, podobny do dworu budynek, również na pochyłości. W dolnej kondygnacji był to lamus i lodownia, a w górnej – skład dojrzewających serów. Był przykryty dwuspadowym dachem gontowym. Górna kondygnacja była prawdopodobnie otoczona galeryjką.
Gdy zmieniono frontową stronę dworu, splantowano dużą część wzgórza schodzącego do rzeki. Przed domem urządzono wielki gazon, a aleja prowadząca do niego miała kilometr długości. Była obsadzona sędziwymi topolami nadwiślańskimi. Klomby przy wjeździe na dziedziniec były obsadzone topolami piramidalnymi i starymi kasztanami. Obok rozciągały się sady owocowe i ogrody spacerowe.
Pozostała jedynie ruina dolnej kondygnacji dworu.
Majątek Międzyrzec został opisany w 4. tomie Dziejów rezydencji na dawnych kresach Rzeczypospolitej Romana Aftanazego.